# Guillaume du Vair
Guillaume du Vair (Parigi, 7 marzo 1556 – Tonneins, 31 agosto 1621) è stato uno scrittore, giurista, vescovo cattolico e diplomatico francese.

## Biografia
Rivestì una serie di importanti cariche nella magistratura. Nel 1617 fu nominato conte e vescovo di Lisieux.
Fra le sue opere spicca nel 1595 il trattato De l'éloquence française et des raisons pour quoi elle est demeurée si basse, nel quale critica gli oratori della sua epoca adducendo a confronto esempi tradotti in francese e tratti dagli scritti degli oratori dell'antichità.

## Genealogia episcopale
La genealogia episcopale è:
- Arcivescovo Filippo Archinto
- Papa Pio IV
- Cardinale Giovanni Antonio Serbelloni
- Cardinale Carlo Borromeo
- Cardinale Gabriele Paleotti
- Cardinale Ludovico de Torres
- Cardinale Guido Bentivoglio
- Vescovo Guillaume du Vair